# Loepa formosibia
Loepa formosibia är en fjärilsart som beskrevs av Felix Bryk 1944. Loepa formosibia ingår i släktet Loepa och familjen påfågelsspinnare. Inga underarter finns listade i Catalogue of Life.